# Smarties
Smarties er chokolade dækket med farvet sukker. Chokoladen blev introduceret af Rowntree's i 1937.
Efter selskabet blev solgt til det schweiziske selskab Nestlé i 1988 blev de i 1993 omdøbt til Néstle Smarties.

## Farver
- Rød
- Orange
- Gul
- Grøn
- Blå
- Violet
- Lyserød
- Brun
- Hvid

| Mad og drikke | Spire Denne artikel om mad og drikke er en spire som bør udbygges. Du er velkommen til at hjælpe Wikipedia ved at udvide den. |